# 1263
Évszázadok: 12. század – 13. század – 14. század
Évtizedek: 1210-es évek – 1220-as évek – 1230-as évek – 1240-es évek – 1250-es évek – 1260-as évek – 1270-es évek – 1280-as évek – 1290-es évek – 1300-as évek – 1310-es évek
Évek: 1258 – 1259 – 1260 – 1261 –  1262 – 1263 – 1264 – 1265 – 1266 – 1267 – 1268

## Események
- június – II. Péter savoyai gróf trónra lépése. (Bonifác fia 1268-ig uralkodik.)
- október 2. –  A largsi csatában III. Sándor skót király legyőzi IV. Haakon norvég király vikingjeit.[1]
- az év folyamán –
  - I. Jakab aragóniai király visszafoglalja Crevillente városát a móroktól.[2]
  - Mindaugas nagyfejedelmet unokaöccse, Treniota követi a litván trónon.[3]
  - Izland északi törzsfői utolsónak fogadnak hűséget a norvég királynak, ezzel véget ér az izlandi polgárháború.
  - II. Andronikosz trapezunti császár trónra lépése.[4]
  - Königsberg városát a poroszok elpusztítják. (Ezt követően épült újjá a város jelenlegi helyén.)[5]

## Halálozások
- június – Bonifác savoyai gróf
- november 14. – I. Sándor vlagyimiri nagyfejedelem[6]
- december 15. – IV. Haakon norvég király (* 1204)
- Mindaugas litván nagyfejedelem[7]